# Núvia en fuga
Núvia en fuga (títol original en anglès, Runaway Bride) és una pel·lícula de comèdia romàntica estatunidenca de 1999 dirigida per Garry Marshall i protagonitzada per Richard Gere i Julia Roberts. L'actor Héctor Elizondo també fa la seva aparició com a actor secundari. Tots quatre coincideixen novament després del gran èxit a taquilla de Pretty Woman. Ha estat doblada al català.

## Argument
Ike Graham és un columnista d'un diari de Nova York que té un problema: té una hora per lliurar un article, té com a cap la seva exdona, i la seva agenda està molt atapeïda. Ike té notícia del cas d'una jove de la zona rural de l'Estat de Maryland. Maggie, que així es diu la noia, és coneguda entre els vilatans per deixar plantats diversos dels seus nuvis. Acudeix a investigar el curiós cas de la noia que les quatre vegades que ha intentat casar-se ha acabat escapant de l'altar. Li encanten els compromisos matrimonials, però l'horroritza el matrimoni. Ningú preveu la classe de problemes que sorgiran quan tots dos es coneguin.

## Repartiment
Repartiment.
- Julia Roberts com Margaret "Maggie" Carpenter
- Richard Gere com a Homer Eisenhower "Ike" Graham
- Joan Cusack com a Peggy Flemming
- Héctor Elizondo com a Fisher
- Rita Wilson com Ellie Graham
- Paul Dooley com Walter Carpenter
- Christopher Meloni com a Bob Kelly
- Lisa Roberts Gillan com a Elaine
- Donal Logue com a Pare Brian Norris
- Yul Vazquez com a Dead Head Gill Chavez
- Reg Rogers com George "Bug Guy" Swilling
- Kathleen Marshall com a Cindy
- Jean Schertler com a Àvia Julia Carpenter
- Sela Ward com a Dona al bar
- Garry Marshall com a Jugador de softball
- Laurie Metcalf com a Betty Trout
- Larry Miller com Kevin
- Emily Eby com a Reporter
- Linda Larkin com a Núvia de Gill